# 第75レンジャー連隊 (アメリカ軍)
第75レンジャー連隊（だいななじゅうごレンジャーれんたい、英: U.S.Army 75th Ranger Regiment）は、アメリカ合衆国ジョージア州フォート・ムーアに駐屯するアメリカ陸軍の特殊作戦部隊である。
部隊のモットーは、Rangers lead the way（レンジャーが道を拓く）および、ラテン語のSua Sponte（Of their own accord、自らの意思で）。

## 概要
アメリカ陸軍第75レンジャー連隊は、アメリカ陸軍特殊作戦コマンドの傘下に置かれている。ジョージア州フォート・ベニングに本部を置く。レンジャー連隊は、通常戦闘と特殊作戦の両方を遂行できる3個大隊規模の精鋭部隊である。遊撃戦を担当し、パラシュート降下も可能である。
米陸軍有数の柔軟性を誇り、常時1個大隊が短時間（18時間以内）で世界中に展開できる緊急即応部隊でもある。特殊部隊の支援を担当することも多い。また、同隊で訓練と経験を積んだ後、グリーンベレーに入隊するケースが多く、グリーンベレー養成機関とも言える部隊である（中にはレンジャーからより厳しいデルタフォースに入る者もいる）。

## 歴史

第75レンジャー連隊の紋章

第75レンジャー連隊は、17世紀にアメリカ先住民と戦った「レンジャー辺境部隊」が起源である。18世紀に入り、ロバート・ロジャーズ少佐（1731年 - 1795年）が1756年に9個中隊で構成されたレンジャー部隊を編成し、フレンチ・インディアン戦争（7年戦争における北米大陸での戦争を示す）でゲリラ戦を展開し、アメリカ独立戦争と南北戦争にも参加した。しかし、現代のレンジャー部隊が誕生したのは、第二次世界大戦が勃発してからである。1942年にジョージ・マーシャル将軍は、イギリス軍のコマンドスに相当する部隊である「第1レンジャー大隊」の創設を認め、6個のレンジャー大隊が編成される。
特殊部隊となったレンジャーは訓練をイギリス軍のコマンド特殊訓練施設で受け、初陣もコマンドの指揮下で奇襲上陸作戦ジュビリーを戦った。
その後、これらレンジャー部隊は第2次大戦におけるイタリア戦線に投入され、悪魔の旅団こと第1特殊任務部隊（後のアメリカ陸軍特殊部隊群）と共に素晴らしい活躍をする。また、レンジャー部隊はビルマ北部において孫立人が率いた中華民国陸軍部隊と共に日本軍とも戦った。部隊のエンブレムにある白日マークはその名残である。
朝鮮戦争では、陸戦法規を無視した北朝鮮軍のゲリラ戦対策として投入される。その後、レンジャー部隊は解散されたが、レンジャーの訓練プログラムは、アメリカ陸軍兵たちにリーダーシップ訓練を提供し続けた。だが、レンジャーはベトナム戦争の最中、「第75歩兵連隊」の13個目の小隊として復活。1974年にレンジャー部隊は、第75レンジャー歩兵連隊第1大隊と第2大隊として、正式に再編された。1980年代に新たに3個目の大隊、第3大隊が編制され、レンジャー連隊の兵力はおよそ2500人となった。70年代中頃から現在に至るまで、アメリカ陸軍の主要な作戦には必ず参加している。

## 主な任務

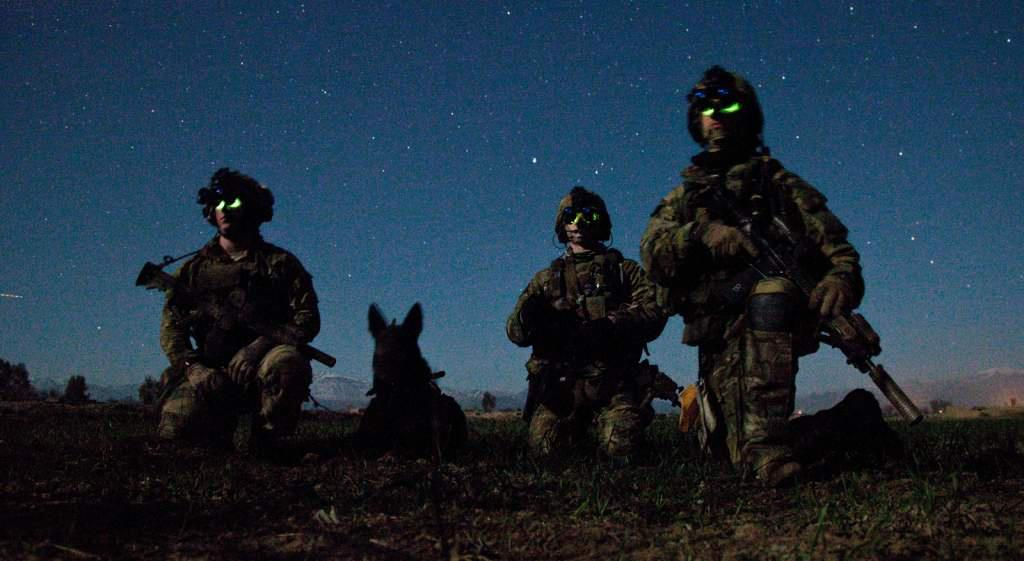
アフガニスタンにおける夜間任務中、小休止する第75レンジャー連隊の隊員と軍犬

代表的な任務は、空挺降下による強襲や爆破工作、隠密偵察、目標回収任務などがある。他には、アメリカや同盟国の常備軍の支援なども行う。また、敵後方での任務にあたる縦深偵察小隊、特殊訓練を施された水中工作員を保有している。
特別任務大隊の隷下にある連隊偵察中隊(Regimental Reconnaissance Company)は統合特殊作戦コマンド(JSOC)の指揮を受ける部隊でもあり、デルタフォースやDEVGRUなどの特殊任務部隊のサポートを担当することがある。

2019年のカイラ・ミューラー作戦ではデルタフォース等と共にRRC(連隊偵察中隊)隊員が参戦した。

## 特徴と編制

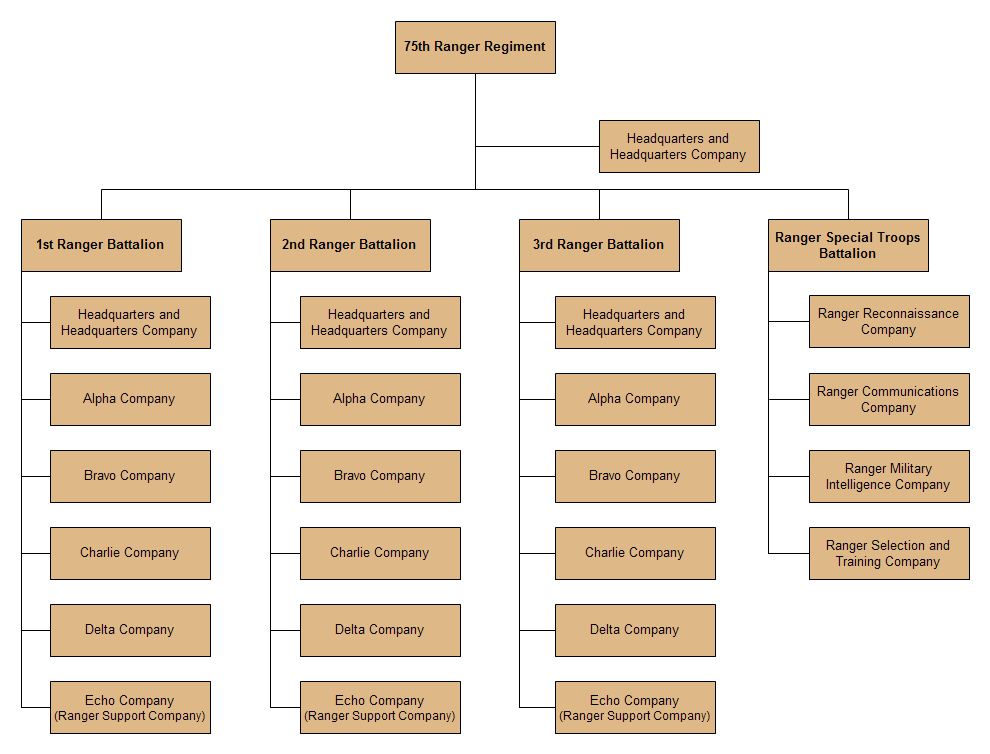
第75レンジャー連隊の組織図

第75レンジャー連隊は、連隊本部と3個レンジャー大隊から編制されている。緊急即応部隊という連隊の任務から、毎月、レンジャー大隊のうちの1個がレンジャー即応部隊（RRF：Ranger Response Force）に指定され、指令から18時間以内に作戦出撃が可能な態勢を取っている。
それぞれのレンジャー大隊は660名の兵員（定数580名および15%の予備人員）を有し、各大隊は、本部中隊（HHC）と3個ライフル中隊（Alpha,Bravo,Charlie）、武器中隊（Delta）及び支援中隊（Echo）より編制される。武器中隊は、2個迫撃砲班（それぞれM224 60mm 迫撃砲×1門、さらに予備1門）と、1個対戦車班（射撃組（3名）×3、それぞれにカールグスタフ無反動砲（RAAWS: Ranger Anti-Armor Weapon Systemと呼称）×1門）、狙撃班より編制される。また、HHC（大隊本部中隊）には、12両のRSOV（Ranger Special Operations Vehicles、ランドローバー・ディフェンダーに武装を搭載した車両）が配備されるほか、迫撃砲については、より大型だが強力なM252 81mm 迫撃砲またはM120 120mm 迫撃砲を選ぶこともできる。

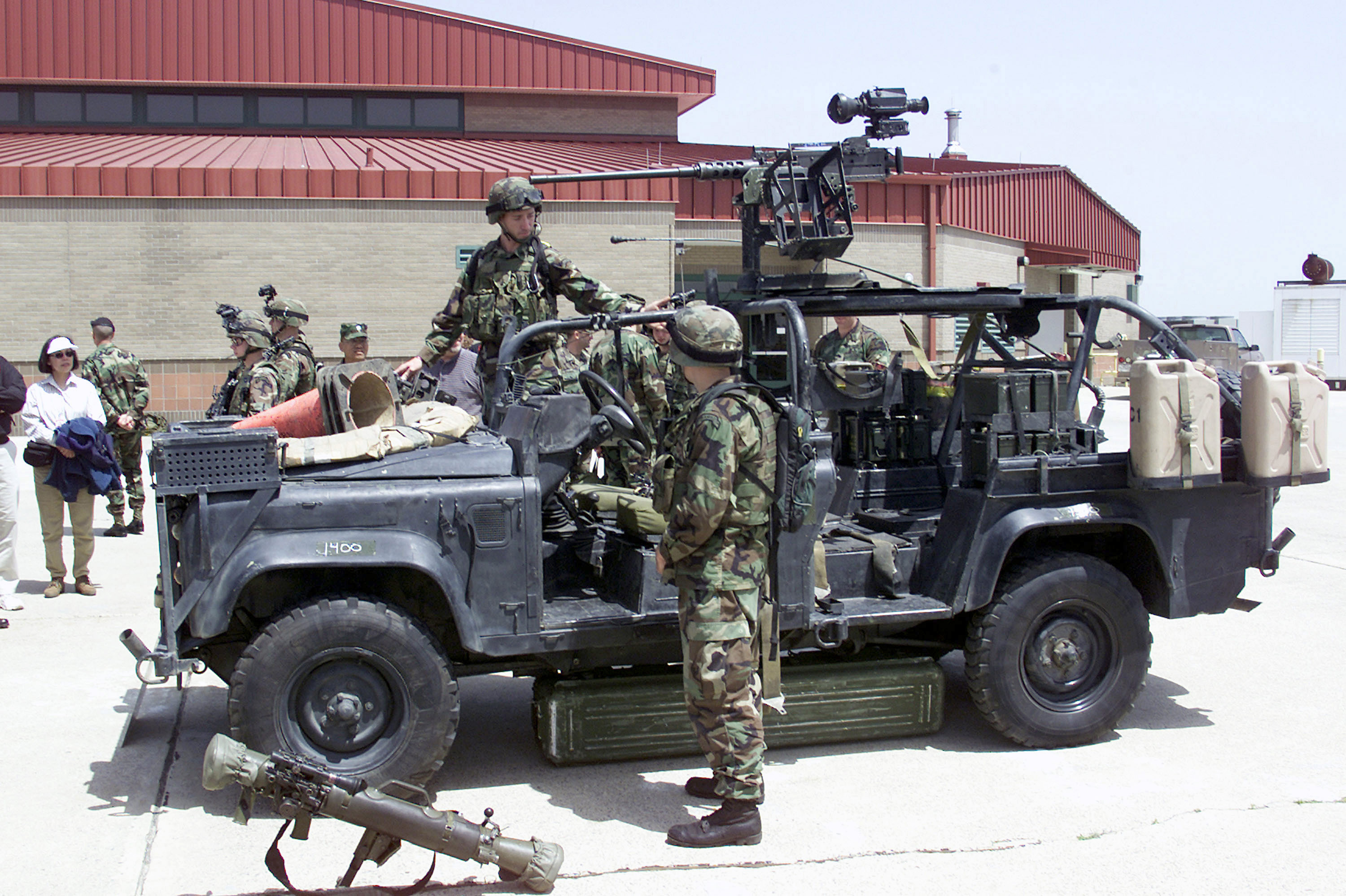
国防大学の学生に対して、重機関銃を搭載したRSOVやカールグスタフ無反動砲を展示するレンジャー連隊

機動力を重視しているため、連隊は比較的に軽武装であり、支援火力としてはM120 120mm 迫撃砲、対戦車火力としてはFGM-148 ジャベリン対戦車ミサイル、防空火力としてはFIM-92 スティンガー携帯式防空ミサイルシステムなどといった人力担送が可能なものしか持っておらず、より強力だが大がかりな榴弾砲やBGM-71 TOW、短距離防空ミサイル・システムなどは保有していない。また、後方支援能力についても非常に限定されたものであり、補給品は5日分のみで、固有の輸送力もほぼ皆無である。従って、長期間に渡って戦闘を継続する場合には、空挺師団や海兵遠征旅団などといった、より大規模で強力な部隊の増援が必要となる。
部隊編成
- 連隊本部及び本部中隊 - ジョージア州フォート・ベニング
- 特別任務大隊 - ジョージア州フォート・ベニング 
  - 本部中隊
  - 連隊偵察中隊
  - 通信中隊
  - 軍事情報中隊
- 第1大隊 - ジョージア州ハンター陸軍飛行場
HHC（大隊本部中隊）　Alpha中隊　Bravo中隊　Charlie中隊　Delta中隊　Echo中隊
- 第2大隊 - ワシントン州ルイス・マコード統合基地
- 第3大隊 - ジョージア州フォート・ベニング

## 訓練プログラム

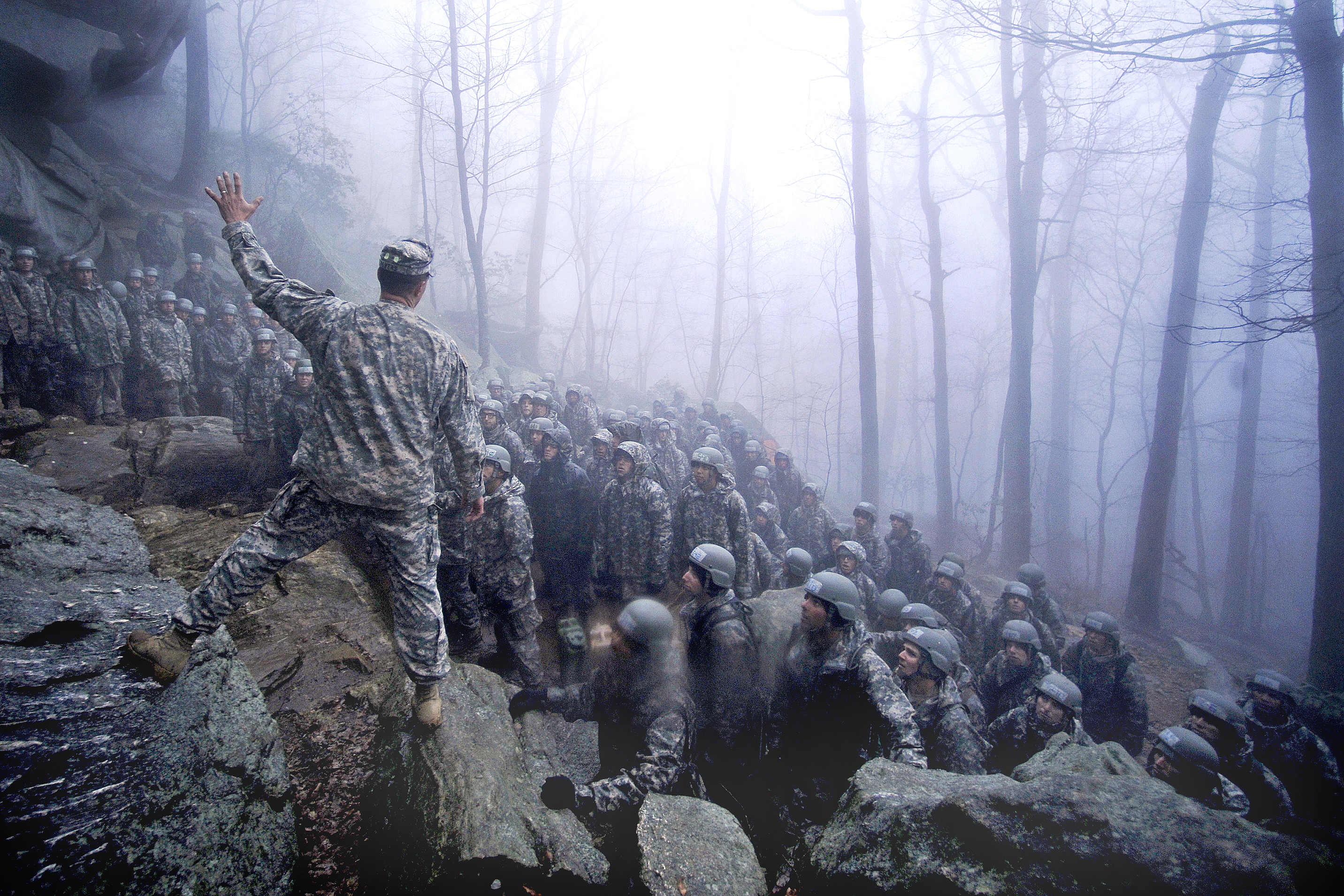
山岳地での行動について教官から説明を受けるレンジャースクールの訓練生たち。

レンジャー連隊は、ジョージア州フォート・ベニングに連隊本部があり、ここにはレンジャー訓練旅団が置かれている。ここで、リーダーシップ訓練や長距離偵察訓練を施している。レンジャー部隊に志願できるのは、「空挺資格」を持つ陸軍兵のみである。将校はROP（レンジャー基礎指導プログラム）を、下士官はRIP（レンジャー教化プログラム）をそれぞれ受ける事になる。ここで志願者の肉体と精神両面の適性が評価される。ROPまたはRIPに合格したら、兵士はアーミーレンジャーとしてレンジャー大隊に配属される。部隊配属後の新兵は徹底的にCQB, CCC (Combat Casualties Care) など、まず歩兵としての基本を徹底的に反復訓練する。戦闘職種のレンジャー連隊隊員は部隊配属から約1年半以内にレンジャー学校に行く事が義務付けられる。レンジャー学校は62日間の精神的、肉体的限界を試されるアメリカ陸軍最高峰のリーダーシップスクールである。レンジャー学校を不合格になった隊員は、RFS (Release For Standard) という処分を受け、他部隊へ送られる。レンジャー学校卒業生はここで初めて一人前のタブ付きレンジャーとなり、リーダーシップポジションを連隊で任せられる。

## 歴代連隊長

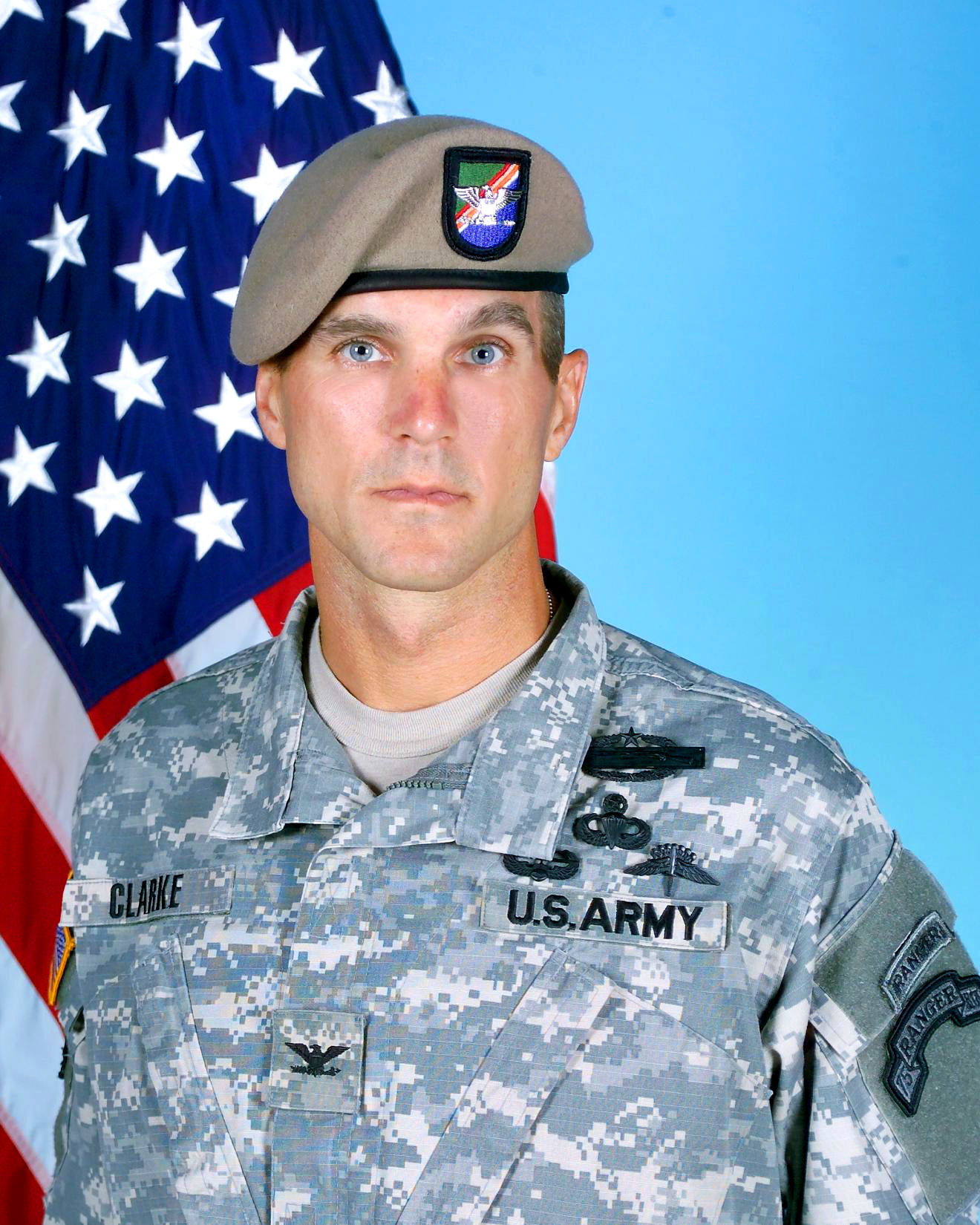
Richard D. Clarke, Jr.大佐。

| 職名   | 在任期間               | 氏名                        | 階級 |
| ------ | ---------------------- | --------------------------- | ---- |
| 連隊長 | 1984年10月～1985年11月 | Wayne A. Downing            | 大佐 |
| 連隊長 | 1985年11月～1987年8月  | Joseph S. Stringham         | 大佐 |
| 連隊長 | 1987年8月～1989年6月   | Wesley B. Taylor, Jr.       | 大佐 |
| 連隊長 | 1989年6月～1991年9月   | William F. Kernan, Jr.      | 大佐 |
| 連隊長 | 1991年9月～1993年8月   | David L. Grange             | 大佐 |
| 連隊長 | 1993年8月～1995年7月   | James T. Jackson            | 大佐 |
| 連隊長 | 1995年7月～1997年6月   | William J. Leszczynski, Jr. | 大佐 |
| 連隊長 | 1997年6月～1999年8月   | Stanley A. McChrystal       | 大佐 |
| 連隊長 | 1999年8月～2001年7月   | Purl K. Keen                | 大佐 |
| 連隊長 | 2001年7月～2003年8月   | Joseph L. Votel             | 大佐 |
| 連隊長 | 2003年8月～2005年7月   | James C. Nixon              | 大佐 |
| 連隊長 | 2005年7月～2007年8月   | Paul J. LaCamera            | 大佐 |
| 連隊長 | 2007年8月～2009年8月   | Richard D. Clarke, Jr.      | 大佐 |
| 連隊長 | 2009年8月～2011年7月   | Michael E. Kurilla          | 大佐 |
| 連隊長 | 2011年7月～2013年7月   | Mark W. Odom                | 大佐 |
| 連隊長 | 2013年7月～2015年6月   | Christopher S. Vanek        | 大佐 |
| 連隊長 | 2015年6月～2017年6月   | Marcus S. Evans             | 大佐 |
| 連隊長 | 2017年6月～2019年7月   | Brandon R. Tegtmeier        | 大佐 |
| 連隊長 | 2019年7月～2021年7月   | Todd S. Brown               | 大佐 |
| 連隊長 | 2021年7月～            | Jim D. "J.D." Keirsey       | 大佐 |

## 登場作品

### 映画
- 『閉ざされた森』
- 『特攻野郎Aチーム THE MOVIE』
- 『プライベート・ライアン』
- 『ブラックホーク・ダウン』
- 『ワールド・ウォーZ』
- 『ザ・ウォール』

### ドラマ
- 『シカゴ P.D.』

### ゲーム
- 『コール オブ デューティ2』
- 『コール オブ デューティ モダン・ウォーフェア2』
- 『メダル・オブ・オナー』